# شهادة اختصاصي قراءة
يتطلب العمل كاختصاصي قراءة في التعليم الابتدائي والثانوية العامة الحصول على شهادة اختصاصي قراءة فالقراء المتخصصون هم المهنيون الذين يهدفون إلى تحسين مستوى القراءة في منطقتهم أو مدرستهم من خلال عملهم مدرسين أو مدربين أو قادة لبرامج القراءة المدرسية  ويحق لمتخصص القراءة تدريس القراءة وتقديم المساعدة التقنية والتطوير المهني للمعلمين.

## معايير كل دولة على حدة
وتشتمل الشهادة على تحصيل دورات دراسية تامة ومتصلة بهذا الشأن وذلك بعد حصول المرء على درجة البكالوريوس. ولكل دولة معايير مختلفة للحصول على شهادة اختصاصي القراءة فتطلب بعض الدول شهادة معلم عامة، بينما يطلب البعض الآخر أن يكون لدى المعلم خبرة سنة على الأقل في مجال التدريس في الفصول المدرسية العامة كشرط للحصول على شهادة اختصاصي القراءة. ومن الممكن أن تصدر هذه الشهادة كشهادة كاملة مستقلة بنفسها أو تكون مبنية على شهادة التدريس القائمة. كما تشترط بعض الدول على المتقدمين للحصول على هذه الشهادة أن يجتازوا دراسة محتواها قبل الحصول عليها.

## معايير جمعية القراءة الدولية
لدى جمعية القراءة الدولية معاييرها الخاصة بالنسبة لمتخصص القراءة والذين يطلق عليهم أيضًا مدربو التحصيل. حيث تشترط الجمعية أن يكون لدى متخصص القراءة شهادة تدريس صحيحة وخبرة في مجال التدريس بالإضافة إلى حصوله على درجة الماجستير في القراءة وتعليم الكتابة. كما تشترط أيضًا جمعية القراءة الدولية أن يخضع اختصاصي القراءة إلى دورة عمل لصقل مهاراته ومعارفه والتي من شأنها أن تمكنه من تحمل قيادة مهارات برنامج القراءة المدرسية مما يعزز نشر المعرفة بين الطلاب وهيئة التدريس. بالإضافة إلى ذلك توصي الجمعية من يسعى للحصول على هذه الشهادة من المتخصصين أن يكمل من 21-27 ساعة في ممارسة الفنون اللغوية والقراءة والدورات ذات الصلة وذلك على مستوى الدراسات العليا. وتقول الجمعية أن دورات العمل على مستوى الدراسات العليا لابد أن تشتمل على التدريب العملي على أن تكون تحت إشراف أحد المشرفين ولمدة 6 ساعات للفصل الدراسي الواحد. وتتطلب الخبرة العملية التي تكون تحت إشراف المشرفين العمل مع الطلاب الذين يحاولون بصعوبة تعلم القراءة بالإضافة إلى تبادل الخبرة التعاونية والتدريبية بين المعلمين.

## معايير وزارة التربية والتعليم الأمريكية
تتيح وزارة التربية والتعليم الأمريكية تعلم الكثير عن معيار الاعتماد الخاص بالدولة.

## أمثلة على معايير الجامعات
تُقدم العديد من الجامعات نظرة مختلفة عن شهادة اختصاصي القراءة. فيخضع الطلاب في جامعة نورث ايسترن إلينوي (Northeastern Illinois University) والمعتمدة من جمعية القراءة الدولية إلى فصل دراسي لمدة 36 ساعة للحصول على درجة الماجستير في القراءة إلى جانب شهادة اختصاصي القراءة..
ويجب أن يكمل المتقدمون للحصول على شهادة اختصاصي القراءة من جامعة إلينوي في شيكاغو (University of Illinois at Chicago) دورة معتمدة ولمدة 39 ساعة للحصول على درجة الدراسات العليا: في اللغة والتحصيل والثقافة ودرجة الماجستير في التربية جنبًا إلى جنب مع شهادة اختصاصي القراءة.

## وصلات خارجية
- رابط معايير جمعية القراءة الدولية
- رابط معايير وزارة التربية والتعليم الأمريكية  نسخة محفوظة 1 أكتوبر 2010 على موقع واي باك مشين.